# Eric Bats
Eric Bats (Hoogezand, 16 maart 1967) is een Nederlandse radio-dj en programmamaker.
Bats presenteert sinds 2001 diverse radioprogramma's voor RTV Noord. Tot 2008 presenteerde hij op zondagmiddag Het Eeuwige Weekend. In 2008 wordt hem gevraagd op zaterdagmiddag een programma voor Radio Noord te maken. Het wordt het door hemzelf bedachte Café Martini, met livemuziek als rode draad. Wekelijks geeft de presentator een podium aan bands en muzikanten uit Stad en Ommeland en ontdekt menig Gronings muzikaal talent. Anno 2023 wordt het programma nog steeds uitgezonden op zaterdagmiddag van 14.00 tot 18.00u zowel via radio, TV als online. 
Eric Bats is tevens de geestelijke vader van 'de Grunny', een prijs die jaarlijks tijdens de Dag van de Groninger Muziek wordt uitgereikt aan een Groninger band of artiest die zich verdienstelijk heeft gemaakt voor de Groninger muziek. Ook is hij de bedenker en maker van GrunnenTV, een online platform dat sinds 2015 Groningstalige persiflages maakt van bestaande series en TV programma's. De vele filmpjes zijn vooral populair op Facebook, waar sommige filmpjes meer dan een miljoen keer zijn bekeken. 
Voordat Eric bij de regionale omroep kwam, werkte hij 10 jaar bij Radio Compagnie (de lokale omroep van zijn vroegere woonplaats Sappemeer) waar hij destijds tientallen programma's maakte. Op 18 december 1993 vestigde hij een wereldrecord door samen met drie collega's 125 uur onafgebroken radio te maken. Dit record staat nog steeds vermeld in het Guinnes Book of Records.